# (If You're Not in It for Love) I'm Outta Here!
«(If You're Not in It for Love) I'm Outta Here!» — четвертий сингл другого студійного альбому канадської кантрі-співачки Шанаї Твейн — «The Woman in Me» (1995). У США і Канаді пісня вийшла 15 листопада 1995. Пісня написана Робертом Джоном Лангом та Шанаєю Твейн; спродюсована Робертом Джоном Лангом. Музичне відео зрежисерував Стівен Голдман; прем'єра музичного відео відбулась 15 листопада 1995. Сингл отримав платинову сертифікацію від австралійської компанії ARIA. Пізніше пісня увійшла до збірника Твейн «Greatest Hits» (2004).

## Музичне відео
Музичне відео зрежисерував Стівен Голдман. Зйомки проходили у Нью-Йорку, США 4 листопада 1995. Прем'єра музичного відео відбулась 15 листопада 1995.
В 1996 відеокліп виграв у категорії Video of the Year на церемонії нагородження Canadian Country Music Award.

## Список пісень
CD-сингл для Австралії із реміксами
1. "(If You're Not In It For Love) I'm Outta Here!" (Mutt Lange Mix) — 4:21
2. "God Bless the Child" (Extended Version) — 3:48
3. "(If You're Not In It For Love) I'm Outta Here!" (Dance Mix) — 4:40
4. "(If You're Not In It For Love) I'm Outta Here!" (Album Version) — 4:30
5. "No One Needs to Know" — 3:04

CD-сингл для Австралії
1. "(If You're Not In It For Love) I'm Outta Here!" (Mutt Lange Mix) — 4:21
2. "(If You're Not In It For Love) I'm Outta Here!" (Dance Mix) — 4:40
3. "No One Needs To Know" — 3:04

## Офіційні версії
1. (If You're Not in It for Love) I'm Outta Here! (альбомна версія) — 4:30
2. (If You're Not in It for Love) I'm Outta Here! (версія для радіо) — 3:48
3. (If You're Not in It for Love) I'm Outta Here! (мікс Mutt Lange) — 4:21
4. (If You're Not in It for Love) I'm Outta Here! (денс-ремікс) — 4:40
5. (If You're Not in It for Love) I'm Outta Here! (вживу з DirecTV/мікс) — 7:05

## Чарти
Сингл дебютував на 68 місце чарту Billboard Hot Country Songs на тижні від 18 листопада 1995. 3 лютого 1996 пісня досягла 1 місця чарту і провела на такій позиції два тижні. Пісня також досягла 74 місця чарту Billboard Hot 100.
24 листопада 1996 пісня дебютувала на 37 місце австралійського чарту Australian Singles Chart. 26 січня 1997 сингл досяг 5 місця чарту.
Тижневі чарти
| Чарт (1995-96)                              | Місце |
| ------------------------------------------- | ----- |
| Australian ARIA Charts                      | 5     |
| Canada RPM Adult Contemporary               | 49    |
| Canada RPM Country Singles                  | 1     |
| U.S. Billboard Hot Country Singles & Tracks | 1     |
| U.S. Billboard Hot 100                      | 74    |

Річні чарти
| Чарт (1996)                        | Місце |
| ---------------------------------- | ----- |
| Canada RPM Country Singles         | 2     |
| U.S. Billboard Hot Country Singles | 12    |

## Продажі
| Країна           | Сертифікація (таблиця продажів та сертифікатів) | Продажі |
| ---------------- | ----------------------------------------------- | ------- |
| Австралія (ARIA) | Платина                                         | +70,000 |